# Salicornia ramosissima
Salicornia ramosissima es una especie de planta perenne halófita que crece en distintas zonas de mareas salinas. 

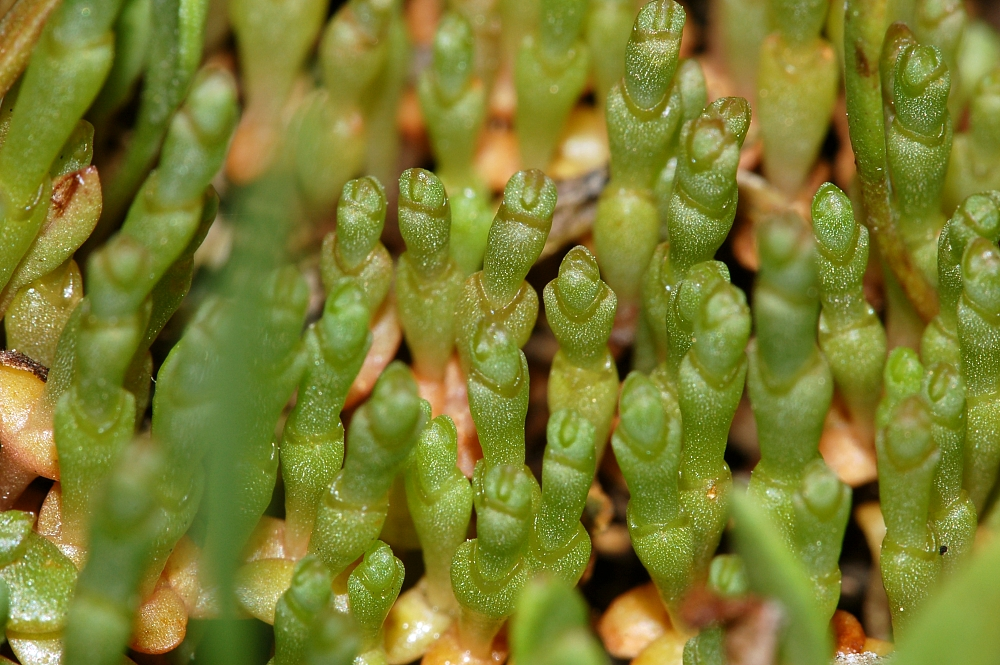
Detalle de la planta

## Descripción
Tiene tallos de hasta 20 (-30) cm de altura, normalmente bastante ramificados, en general purpúreos después de la antesis. Espiga terminal de 2-3,5 cm, estrechándose hacia el ápice, con 10-14 segmentos fértiles y el inferior estéril. Segmentos fértiles de 1-3 (-3,5) mm de anchura, de lados convexos, claramente más anchos por encima de la mitad, con margen esearioso superior ancho (de 0,2-0,3 mm). Flor central de cada cima, algo más grande que las laterales, con base cubierta por el margen escarioso del segmento inferior. Anteras de 0,4-0,5 mm. Semillas de 1,1-1,4 x 0,5-0,7 mm, con pelos adpresos. Tiene un número de cromosomas de 2n = 18. Florece y fructifica de (julio) septiembre a noviembre.

## Distribución y hábitat
Se encuentra en salinas y saladares temporalmente encharcados del litoral y lagunas salobres o salinas del interior; a una altitud de 0-1500 metros en el W de Europa, Norte de África. Prácticamente en toda la península ibérica y las Islas Baleares. 

## Taxonomía
Salicornia ramosissima fue descrito por Joseph Woods y publicado en Bot. Gaz. (London) 3(27): 29 1851.
Etimología
Salicornia: nombre genérico que significa, literalmente, "cuernos salados".
ramosissima: epíteto latíno que significa "la más ramificada".
Sinonimia
- Salicornia appressa (Dumort.) Dumort.
- Salicornia herbacea var. appressa Dumort.
- Salicornia smithiana Moss[4]